# 40 Большой Медведицы
40 Большой Медведицы (лат. 40 Ursae Majoris), HD 93075 — двойная звезда в созвездии Большой Медведицы на расстоянии приблизительно 397 световых лет (около 122 парсеков) от Солнца. Видимая звёздная величина звезды — +7,105m.

## Характеристики
Первый компонент — белая звезда спектрального класса A8V. Радиус — около 2,55 солнечных, светимость — около 15,54 солнечных. Эффективная температура — около 7255 К.